# 萧春先
萧春先（1913年—1988年），男，江西于都人，中华人民共和国军事人物，曾任中国人民解放军铁道兵副司令员，第五届全国政协委员。